# Achilles: Legends Untold
Achilles: Legends Untold — це рольова гра від Dark Point Games, у якій гравці керують героєм давньогрецької міфології Ахіллесом .

## Ігровий процес
Гравці керують міфологічним героєм Ахіллом . Після смерті Ахілла під час Троянської війни, Аїд відправляє його назад до Греції. Гравці виконують доручення Аїда, наприклад, знаходять зниклого бога Гефеста. Гра має геймплей Soulslike. Гравці можуть атакувати ворогів, використовуючи комбо, обмежені їх витривалістю. Витрачаючи жетони, гравці можуть розблокувати спеціальні здібності в дереві навичок . 

## Розробка
Польська студія Dark Point Games випустила Achilles: Legends Untold у ранньому доступі у травні 2022 року. Випуск відбувся на Windows, PlayStation 5 і Xbox Series X/S 2 листопада 2023 року 

## Відгуки
Achilles: Legends Untold отримала змішані відгуки на Metacritic.  IGN назвав версію раннього доступу «недопрацьованою та досить зламаною» незабаром після її випуску.  Після повного релізу GamingBolt похвалив концепцію поєднання бою Soulslike із лутингом у стилі Diablo, але зазначили, що реалізація не вдалася. 